# Hans Heinrich Lammers
Hans Heinrich Lammers, född 27 maj 1879 i Lublinitz, död 4 januari 1962 i Düsseldorf, var en tysk promoverad jurist och nazistisk politiker. Han var mellan 1933 och 1945 chef för rikskansliet under Adolf Hitler.

## Biografi
Lammers var medlem av DNVP, innan han 1932 anslöt sig till Nationalsocialistiska tyska arbetarepartiet (NSDAP). Efter Adolf Hitlers maktövertagande 1933 utsågs Lammers till rikskansliets chef. Under kriget hade Lammers en mera undanskymd roll, men hans nära kontakt med Hitler gav honom inflytande över den tyska polisen.
I slutet av april 1945, i Tredje rikets slutfas, gjorde Hermann Göring ett försök att efterträda Adolf Hitler. Lammers stödde då Göring och arresterades på order av Martin Bormann.
Vid Ministerierättegången efter andra världskriget dömdes Lammers till 20 års fängelse för krigsförbrytelser och brott mot mänskligheten. Den amerikanske överkommissarien mildrade 1951 straffet till 10 års fängelse, men redan samma år släpptes Lammers fri.

## Befordringshistorik
- SS-Oberführer: 29 september 1933 (inträdde i SS med denna tjänstegrad)
- SS-Brigadeführer: 20 april 1935
- SS-Gruppenführer: 30 januari 1938
- SS-Obergruppenführer: 20 april 1940